# Georges Brassens
Georges Brassens (Seta, 22 d'octubre de 1921 - Sant Geli dau Fesc, 29 d'octubre de 1981) va ser un poeta i cantautor francès. Va arribar a la fama gràcies a les melodies de les seves cançons, senzilles i elegants, i a les seves lletres, variades i elaborades. L'any 1967 va guanyar el Gran Premi de Poesia de l'Acadèmia Francesa «pel conjunt de la seva obra poètica». Ell, però, no es considerava poeta, sinó un artesà que feia cançons.
Va posar música a poemes de grans autors francesos, com ara Louis Aragon, Victor Hugo, Alphonse de Lamartine, Alfred de Musset o Paul Verlaine. Va apadrinar el malaurat cantant i també compositor René-Louis Lafforgue (mort en accident de trànsit el 1967), que va actuar de teloner seu.

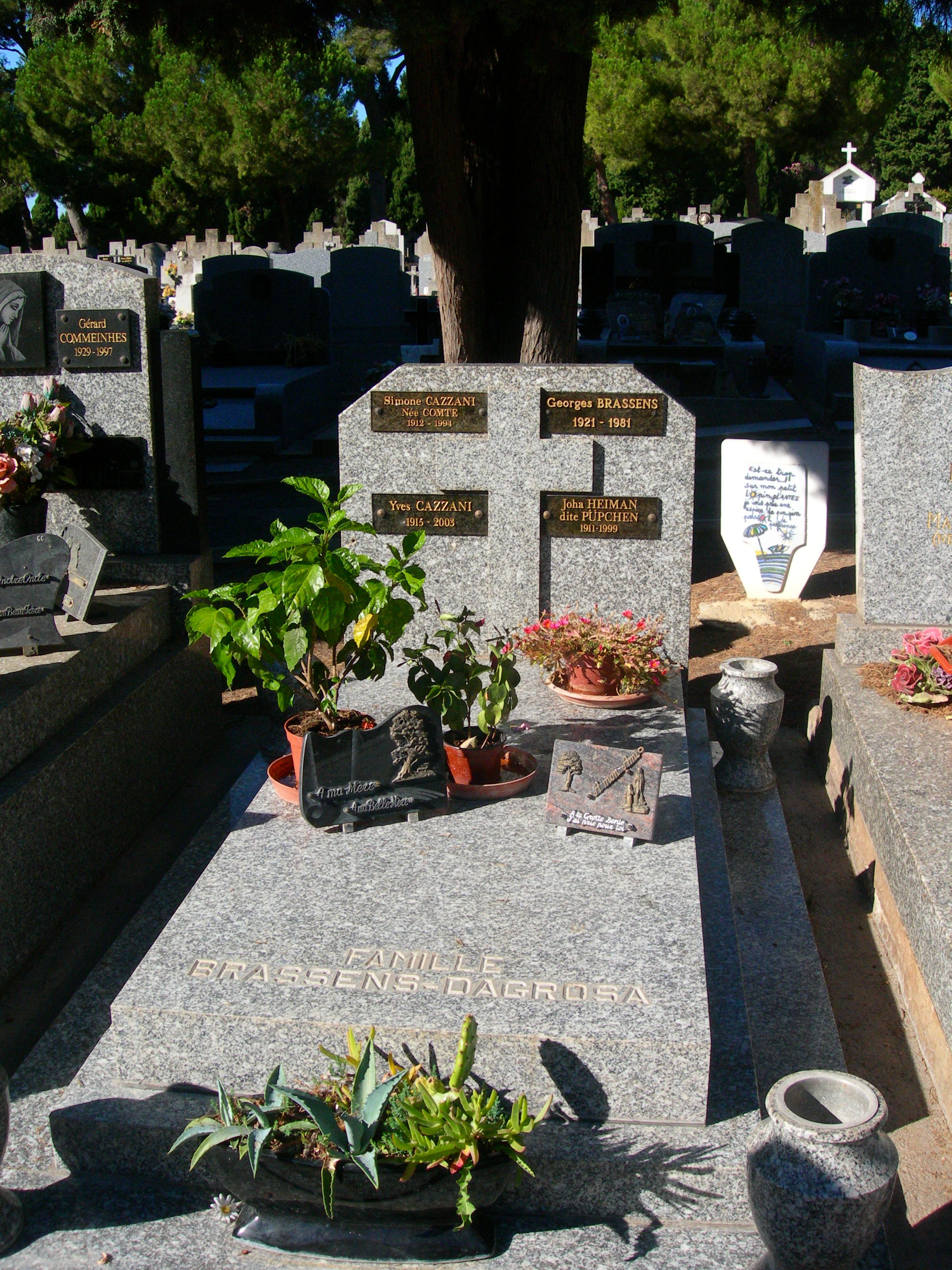
Tomba de Georges Brassens a Seta

Georges Brassens no solia actuar fora del seu país. En català, són famoses les versions que en va fer Josep Maria Espinàs. Altres cantants catalans que han interpretat Brassens són Quico Pi de la Serra, Joan Manuel Serrat i Rafael Subirachs. Però qui més ha versionat Brassens al llarg de la seva carrera musical és el terrassenc Miquel Pujadó, que li ha dedicat tres discos sencers i n'ha traduït la novel·la La torre dels miracles (Pòrtic, 1989). El cantautor Dumingu va editar el 2022 un disc amb versions de Brassens en català i adaptades a la rumba catalana. La mauvaise réputation («La mala reputació»), una de les cançons més famoses de Brassens, va ser adaptada al castellà per Paco Ibáñez, que la va interpretar en el recordat concert a l'Olympia de París, els anys setanta. Posteriorment, aquesta versió traduïda va ser recuperada per Loquillo.
Jean Ferrat té una cançó titulada À Brassens, en què descriu el seu físic i la seva manera de ser. Per la seva banda, José Antonio Labordeta li va dedicar el tema A Georges Brassens.
La cantant valenciana Eva Dénia va publicar dos discos amb adaptacions al català d'alguns èxits de Brassens. El primer, de 2005, va ser Chante Brassens. Tres anys més tard va enregistrar-ne un altre disc, Toujours Brassens, que va rebre el premi al millor treball Brassens de 2008, compartit amb Joel Favreau, per part de la revista francesa Chorus (Les Cahiers de la chanson).
També li ha dedicat un disc sencer el cantautor del Prat de Llobregat Marc García Arnau. Esperonat per en Javier Krahe, a Marc Garcia canta a Brassens (RockCD Records, 2016), el pratenc va adaptar 14 temes del mestre gal, entre les quals destaca l'adaptació al català de la Supplique pour être enterré à la plage de Sète.